# Yamamoto Sanehiko

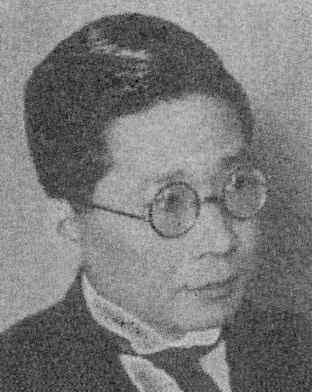
Yamamoto Sanehiko

Yamamoto Sanehiko (japanisch 山本 実彦; geboren 5. Januar 1885 in Ōshōji (Präfektur Kagoshima); gestorben 1. Juli 1952 in Tokio) war ein japanischer Journalist, Herausgeber, Gründer des Verlages Kaizōsha und Politiker.

## Leben und Wirken
Yamamoto Sanehiko studierte in Tokio an der Nihon-Universität und der Hōsei-Universität. Nachdem er für die Zeitung „Yamato Shimbun“ (やまと新聞) gearbeitet hatte, wurde er 1915 Präsident der Zeitung „Tōkyō Mainichi Shimbun“ (東京毎日新聞) (1915). 1919 gründete er das Unternehmen „Kaizōsha“ (改造社) und begann mit der Publikation der Zeitschrift „Kaizŏ“ – „Umbau“. Zusammen mit dem Magazin „Chūōkōron“ erlangte er mit den Diskussionen zu Arbeiterfragen und Sozialismus einen guten Ruf während der Taishō-Demokratie. Er veröffentlichte auch die Bestseller der späten Taishō-Zeit, Kagawa Toyohikos „Shisen o koete“ (死線を越えて) – „Ohne sich um Leben und Tod zu kümmern“ und Ōsugi Sakaes „Jijoden“ (自叙伝) – „Autobiographie“.
Vom Ende der Taishō-Ära bis zum Beginn der Shōwa-Ära veröffentlichte Yamamoto die „Gendai Nihon bungaku zenshū“ (現代日本文学全集) – „Gesamtwerk der modernen japanischen Literatur“ und schaffte es erfolgreich, diese in Massenproduktion herzustellen und sich dem „Ein-Yen-Boom“, also dem Stückpreis von 1 Yen pro Ausgabe, anzuschließen. Er interessierte sich auch für Politik und wurde 1930 zum Abgeordneten des 2. Wahlkreises Kagoshima als Kandidat der Minseitō in das Repräsentantenhaus des Parlaments gewählt, dem er bis 1932 angehörte.
Nach dem Zweiten Weltkrieg gründete Yamamoto die Kyōdō Minshutō (協同民主党, etwa „Kooperativistisch-Demokratische Partei“), später die Kokumin Kyōdōtō (国民協同党, „Kooperativistische Volkspartei“), und wurde ihr Vorsitzender. Bei der Repräsentantenhauswahl 1946, der letzten unter der Reichsverfassung, kandidierte er erfolgreich im damaligen präfekturweiten Wahlkreis Kagoshima. Aber 1947 wurde er im Rahmen des SCAP-Ämterverbots für Politiker der Kriegszeit aus öffentlichen Ämtern ausgeschlossen. 1951 konnte er wieder in der Öffentlichkeit auftreten und kehrte auf den Posten des Präsidenten von Kaizōsha zurück. Er starb jedoch im folgenden Jahr an einer Krankheit.
Es heißt, Yamamoto habe ein Leben voller Gegensätze gelebt. Zu seinen Veröffentlichungen gehört „Hito to shizen“ (人と自然) – „Mensch und Natur“ aus dem Jahr 1937.